# 罗伊普齐希
罗伊普齐希（德語：Reupzig，發音：[ˈʁɔʏptsɪç]）是德国萨克森-安哈尔特州安哈尔特-比特费尔德县曾经的一个市镇，面积8.58平方千米，2006年12月31日人口为328人。2010年1月1日，罗伊普齐希与另外17个市镇合并为新市镇南安哈尔特。